# Les Petits Bollandistes
Les Petits Bollandistes sont une collection de 15 volumes consacrés à la vie des saints et publiés par l'abbé Paul Guérin entre 1865 et 1869 à Paris. L'ouvrage tire son nom des Bollandistes, une société savante jésuite vouée à l'étude critique de la littérature sur la vie et le culte des saints. Ce travail de compilation hagiographique est publié sous le Second Empire, dans une logique de recharge sacrale.

## Historique
À l'origine de la série, une idée de l'éditeur Victor Palmé, qui souhaitait mettre à la portée du public français les Acta Sanctorum des Bollandistes, somme considérable et en latin.

## Description
Le travail du père Giry (1635-1688) sur les Vies des Saints forme le fond de l'ouvrage.
Pour chaque jour de l'année sont donnés le Martyrologe romain, avec les additions du Martyrologe de France et de ceux des divers Ordres Religieux, Carmes, Basiliens, Bénédictins, Cisterciens, Camaldules, Capucins, Franciscains, Dominicains, Servites, Trinitaires, Chanoines réguliers, Ermites de saint Augustin, Congrégation de Vallombreuse.
En moyenne, cinq ou six saints par jour, le plus souvent davantage, avec les principales circonstances et les traits caractéristiques de leur vie.

## Approbation de l'Église
La publication originale et les rééditions obtinrent de nombreuses approbations et félicitations, dont celle du pape Pie IX dans une lettre du 19 août 1874.